# Крешево (Псковская область)
Крешево — деревня в Бережанской волости Островского района Псковской области.
Расположена на правом берегу реки Кухва (левый приток Великой), в 14 км к западу от центра города Остров и в 9 км к западу от деревни Рубилово.
Численность населения деревни по состоянию на 2000 год составляла 14 человек.
До 2005 года деревня входила в состав ныне упразднённой Калининской волости с центром в д. Рубилово.